# レイリー・アシュリン・スケルトン
レイリー・アシュリン・スケルトン（Raleigh Ashlin Skelton、1906年12月21日 - 1970年9月7日）は、イギリスの地図学史研究者で、特にヴィンランド・マップ (Vinland map) の真正性を証明しようと努めたことによって知られている。

## 経歴
友人たちには「ピーター」の愛称で知られていたスケルトンは、イングランド南西部プリマス生まれであった。オルデナム校 (Aldenham School) から、ケンブリッジ大学ペンブルック・カレッジに進学した。1931年から1953年まで、軍務に就いた1939年から1945年の期間を除き、大英博物館の地図室に勤務した。大英博物館印刷書籍部門の管理助手 (the Assistant Keeper of the Department of Printed Books of the British Museum) として勤務し、1953年から1967年までは、管理者代理 (Deputy Keeper) を務めた。1945年に軍務から復帰して以降は、大英博物館の地図室で働くようになり、1950年に室長 (Superintendent) となり、引退する1967年までその職にあった。スケルトンは、自動車事故で事故死した。

## 業績
- Skelton, Raleigh A.; Thomas E Marsden, George Painter (1965). The Vinland Map and the Tartar Relation. New Haven, CT: Yale University Press
- Bagrow, Leo; R.A.Skelton (1964). History of Cartography. Harvard University Press - 原著はC. A. Wattsによりロンドンとケンブリッジで出版
- スケルトンは、ジェームズ・クック船長のニューファンドランド島の地図についての著作（Skelton, Raleigh A. (1967). London: Map Collectors' Circle）など、探検家たちによる地図について多数の記事や本を書いている。

## 学界における職務
ピーター・スケルトンは、ハックルート協会 (Hakluyt Society) の名誉書記を1846年から1966年まで務めた。また、地図学史分野の主要な学術誌である『Imago Mundi』の総編集長を1957年から1970年まで務めた。この役目はロナルド・ヴェア・トゥーリー (Ronald Vere Tooley) と共同で担われた。1961年には、国際地理学連合の初期地図作業グループの座長となった。スケルトンは、国際科学史アカデミー (International Academy of the History of Science,  l'Academic Internationale d'Histoire des Sciences) はじめ、歴史学、地理学、考古学、書誌学、古文書学などの数多くの学会の会員であった。1962年から1963年にかけてサバティカル（研究休暇）の機会を得たスケルトンは、ハーバード大学のワイドナー記念図書館で、地図キュレーターとしての業務に就いた。

## 栄誉
ピーター・スケルトンは、1951年にロンドン考古協会のフェロー (FSA) に選出された。王立地理学会からは、1957年にギル記念賞を授与され、さらに1970年にはヴィクトリア・メダルを受賞した。